# 川勝年洋
川勝 年洋（かわかつ としひろ、1960年11月20日 - ）は、日本の物理学者。学位は、工学博士（京都大学・1989年）。東北大学大学院理学研究科物理学専攻教授。研究分野は、統計物理学・計算物理学、高分子物理学。京都府生まれ。

## 略歴
- 1983年；京都大学工学部数理工学科卒業
- 1989年；工学博士（京都大学）
- 1988年 - 1994年；九州大学理学部物理学科助手
- 1994年 - 1998年；東京都立大学 (1949-2011)理学研究科物理学専攻助教授
- 1998年 - 2001年；名古屋大学大学院工学研究科計算理工学専攻助教授
- 2001年 - 現在；東北大学大学院理学研究科物理学専攻教授

## 所属学会
- 日本物理学会
- 日本中性子科学会
- American Physical Society
- British Society of Rheology
- 日本化学会

## 著書（共著、分担執筆を含む）
- 『統計物理学』 朝倉書店、2008年
- T.Honda and T.Kawakatsu; ”Computer simulations of nano-scale phenomena based on the dynamic density functional theory. Application of SUSHI in OCTA system”; in “Nanostructured Soft Matter”, A.V.Zvelindovsky, ed., (Springer-Verlag, Berlin, 2007)461-493.
- 『物理学大事典』 （分担執筆）鈴木増雄・荒船次郎・和達三樹編、朝倉書店、2005年
- 『ソフトマテリアルの新展開』 （分担執筆）シーエムシー出版、2004年
- T.Kawakatsu; “Statistical Physics of Polymers—An Intoroduction—“; (Springer-Verlag, Berlin, 2004).
- 『高分子辞典（改訂3版）』 （分担執筆）高分子学会編、朝倉書店、2003年
- 『ポリマーABCハンドブック』 （分担執筆）秋山三郎・伊澤槇一・西敏夫編、（株）エヌ・ティー・エス、2001年
- 『高分子物理の基礎 - 統計物理学的手法を中心に - （臨時別冊 数理科学）』 サイエンス社、2001年
- K.Kawasaki, M.Tokuyama and T.Kawakatsu, eds., Slow Dynamics in Condensed Matter, AIP Conf. Proc. 256, (AIP Publisher, 1992).
- 『計算物理と計算化学』 （分担執筆）田中実・上田顕編、海文堂、1988年